# Грохув (Лодзинське воєводство)
Грохув (пол. Grochów) — село в Польщі, у гміні Нові Острови Кутновського повіту Лодзинського воєводства.
Населення — 312 осіб (2011).
У 1975-1998 роках село належало до Плоцького воєводства.

## Демографія
Демографічна структура станом на 31 березня 2011 року:
|          | Загалом | Допрацездатний вік | Працездатний вік | Постпрацездатний вік |
| -------- | ------- | ------------------ | ---------------- | -------------------- |
| Чоловіки | 151     | 32                 | 101              | 18                   |
| Жінки    | 161     | 31                 | 93               | 37                   |
| Разом    | 312     | 63                 | 194              | 55                   |